# 本地治里機場
本地治里機場（英語：Puducherry Airport）是一個位於印度中央直辖区本地治里的機場，機場有包機航班，附近亦有飛行學校。本地治里市政府在2010年代初決定擴充機場，以容納大型飛機並及興建新航廈。新航廈在2013年1月17日開幕，首班抵港機航為香料航空從班加羅爾飛來。

## 設施
本地治里機場有一條方向07/25，長1500米寬30米的跑道，停機坪面積為100x150米，新航廈在高峰時可處理300名旅客，導航設施包括機場信標。2007年6月，本地治里政府與印度机场管理局簽定一份關於擴建機場的諒解備忘錄。首期工程包括把跑道延長260米，允許ATR等級飛機進行起降。。
進行中的第二期工程會把跑道延長1,100米，需要佔用鄰邦泰米尔纳德200英畝土地，以供大型噴射機起降。

## 航空公司及目的地
| 航空公司     | 目的地   |
| ------------ | -------- |
| 印度區域航空 | 班加羅爾 |